# Магаданская областная дума
Магаданская областная дума —  однопалатный постоянно действующий высший и единственный законодательный (представительный) орган государственной власти Магаданской области.
Действующий состав Магаданской областной Думы (6 созыв) избран 13 сентября 2020 года. Председателем областной Думы является Сергей Васильевич Абрамов.
Число депутатов, работающих на профессиональной постоянной основе (замещающих государственные должности Магаданской области), устанавливается законом Магаданской области. В Магаданской областной Думе к государственным должностям области относятся должности председателя областной Думы, первого заместителя председателя, заместителя председателя Магаданской областной Думы, председателя постоянной депутатской комиссии, заместителя председателя постоянной депутатской комиссии, депутата Магаданской областной Думы.
Заседание областной Думы проводится не реже одного раза в три месяца.
Депутаты в течение всего срока их полномочий обладают неприкосновенностью, которая гарантируется федеральным законом.
Расходы на обеспечение деятельности регионального парламента предусматриваются в областном бюджете отдельно от других расходов в соответствии с бюджетной классификацией России. Бюджетная смета Магаданской областной Думы на очередной год утверждается постановлением областной Думы.

## Фракции
| Фракция             | Руководитель                | Кол-во депутатов |
| ------------------- | --------------------------- | ---------------- |
| Единая Россия       | Бондарь Оксана Андреевна    | 17               |
| КПРФ                | Иваницкий, Сергей Петрович  | 2                |
| ЛДПР                | Валуй, Сергей Александрович | 1                |
| Справедливая Россия | Новиков, Игорь Анатольевич  | 1                |

## Законодательная и иная деятельность
Проект закона  области рассматривается облдумой не менее чем в двух чтениях. Решение о принятии, либо отклонении проекта закона, а также о принятии закона оформляется постановлением Магаданской областной Думой.

Губернатор обнародует закон Магаданской области, удостоверяя обнародование закона путём его подписания, либо отклоняет принятый закон в срок, не превышающий 14 календарных дней с момента его поступления.
Дума рассматривает и утверждает областной бюджет на очередной финансовый год и плановый период, а также отчет об исполнении областного бюджета за отчетный финансовый год, осуществляет последующий контроль за исполнением областного бюджета. 

Для осуществления контроля за исполнением областного бюджета и бюджетов территориальных государственных внебюджетных фондов Магаданской области облдума создаёт постоянно действующий орган внешнего государственного финансового контроля - Контрольно-счётную палату Магаданской области.
В соответствии с Конституцией России Магаданская область в лице областной Думы обладает правом законодательной инициативы в Государственной Думе.

## Отрешение губернатора от должности
Региональный парламент ежегодно заслушивает отчёт губернатора Магаданской области о результатах деятельности Правительства Магаданской области одновременно с рассмотрением отчета об исполнении областного бюджета за отчетный финансовый год.

В случае ненадлежащего исполнения губернатором своих обязанностей вправе выразить ему недоверие. 

Решение облдумы о недоверии губернатору Магаданской области принимается не менее чем двумя третями голосов от установленного числа депутатов по инициативе не менее одной трети установленного числа депутатов, после чего в течение пяти дней направляется на рассмотрение Президента России для решения вопроса об отрешении.

## История
4 февраля 2008 года депутаты облдумы на внеочередной сессии единогласно одобрили кандидатуру Николая Дудова, внесённую президентом, на должность губернатора. По решению депутатов голосование в Думе было открытым. Для Дудова это уже второй срок: до этого он побеждал на выборах в 2003 году.

## Прогулы депутатов
Три депутата 4 созыва Владимир Буткеев, Владимир Колесник и Антон Урсалов не посещали заседания Думы с момента их избрания.

## Выборы-2005
22 мая 2005 года состоялись выборы в облдуму 4 созыва. Впервые  выборы  прошли по смешанной схеме: 12 депутатов  избраны по одномандатным округам, 13 - по партийным спискам. Государственная телерадиокомпания (ГТРК) «Магадан» не  предоставляла бесплатное эфирное время кандидатам в депутаты областного парламента, объяснив решение тем, что телеканал финансируется из федерального бюджета, тогда как выборы являются региональными.
Явка составила 38.16%.
Единая Россия – 28,76 %;  (14377 голосов)   

Российская партия пенсионеров – 20,68 %;  (10336 голосов)  

ЛДПР – 16,72 %;  (8359 голосов)  

против всех – 15,9 %;  (7947 голосов)  
  
КПРФ – 13,56 %;  (6776 голосов)
В новый состав областной думы было избрано 23 депутата из 25-ти. В 2х из 12-ти одномандатных округов (оба они расположены в Магадане) выборы признаны несостоявшимися, так как большинство избирателей (26% и 31%) проголосовало против всех. Среди кандидатов-одномандатников, все же сумевших избраться в облдуму, абсолютно преобладали крупные рыбные, "золотые" и торговые бизнесмены, вложившие в свои кампании большие средства.
Главным скандалом стало то , что Магаданский избирком лишил регистрации блок «Наша Родина – Колыма», образованный СПС, Демократической партией России  и «Яблоком». Причиной снятия стало то, что 8 из 24 человек, заявленных в избирательном списке блока, сняли свои кандидатуры. Правые впоследствии дали не одну пресс-конференцию о том, что это с ведома главного фединспектора по Магаданской области Анатолия Маханькова списочников угрозами вынудили дать задний ход. Но отстоять свою правоту в суде «колымчане» не успели. Представители блока заявляли, что реальной причиной их устранения было их противоборство с  «Единой Россией». Правые, озвучивая либеральные идеи, вполне могли собрать голоса потомков репрессированных и зэков, коих немало в Магаданской области.
Политологи считают, в скромном результате магаданских коммунистов отразился  "генетический" антикоммунизм территории. Доля бывших политических заключенных, ссыльных и их потомков в Магаданской области выше, чем где бы то ни было в России.
С учетом депутатов-одномандатников были образованы три депутатских фракции: «Единая Россия» 16 депутатов (руководитель В. А. Васильчук), «ЛДПР» 3 депутата (руководитель В. О. Форостовский) и «Российская партия пенсионеров» (с июня 2007 года – «Справедливая Россия: Родина/Пенсионеры/Жизнь», а с ноября 2009 года – «Справедливая Россия»), состоявшая на момент регистрации фракции из 3 депутатов (руководитель И. А. Новиков).
Примечательным фактом является то,что все 25 депутатов являются мужчинами.

## Сенаторы
Членом Совета Федерации России от Магаданской области с июня 2001 по сентябрь 2004 был  Юрий Засько.
В автомобильной катастрофе 2 мая 2006 года в Краснодарском крае трагически погиб член Совета Федерации от Магаданской областной Думы Вячеслав Каликян. Автомобиль Ford, которым управлял Каликян, выехал на встречную полосу, где произошло столкновение с другой машиной. После этого машина сенатора загорелась. Похороны сенатора состоялись 6 мая в поселке Новомихайловском Туапсинского района Краснодарского края. Он с 2004 года представлял в Совете Федерации Магаданскую область. В 2005 году депутаты Магаданской областной Думы подтвердили его полномочия.
На заседании Магаданской областной думы 30 мая 2006 года был избран новый представитель в Совете Федерации от Колымы.
Им стал 54-летний Сергей Иванов, ранее представлявший Кировскую область в Совете Федерации. За его кандидатуру депутаты проголосовали единогласно.
Дата первоначального подтверждения полномочий Сергея Иванова: 2 июня 2006 года. Срок окончания полномочий ― сентябрь 2025 года. 

## Резонансные инициативы
19 августа 2002 года после поездки в Магадан председателя Совета Федерации Сергея Миронова депутаты Магаданской облдумы выступили с законодательной инициативой о продлении срока полномочий президента России до 7 лет.
На XX  заседании Магаданской областной Думы (20.11.2007) депутатский корпус Колымы принял обращение к жителям области.
В нем говорится, что перед гражданами России остро стоит вопрос, будет ли продолжена стабилизация социально-экономического и политического развития  страны, которая стала возможной благодаря политике Владимира Путина.
Депутаты отмечают, что "коренным образом изменилось отношение федерального центра к Дальнему Востоку в целом и к Магаданской области в частности. Возрождается промышленный потенциал, развивается экономика, наметились серьезные перспективы в развитии золотодобывающей отрасли, решаются социальные вопросы.
По инициативе Президента в федеральном бюджете на 2008 - 2010 годы предусмотрено значительное увеличение инвестиций в экономику и социальную сферу северных и дальневосточных территорий".
Депутаты считают, что выбранный курс преобразований доказал на практике свою жизнеспособность и должен продолжаться.
Народные избранники обращаются к землякам с просьбой поддержать Президента Владимира Путина как общенационального лидера.